# Ux (digramme)
Cette page contient des caractères spéciaux ou non latins. S’ils s’affichent mal (▯, ?, etc.), consultez la page d’aide Unicode.
Pour les articles homonymes, voir UX.
Ux (minuscule ux) est un digramme de l'alphabet latin composé d'un U et d'un X.

## Linguistique
- En espéranto, le digramme « ux » sert à remplacer la lettre « Ŭ » en cas d’impossibilité d’utiliser cette lettre (par exemple si elle n’est pas disponible sur le clavier).

## Représentation informatique
Comme la majorité des digrammes, il n'existe aucun encodage de Ux sous un seul signe, il est toujours réalisé en accolant un U et un X.